# 魚住汎英
魚住 汎英（うおずみ ひろひで、1940年〈昭和15年〉2月11日 ‐ ）は、日本の政治家。参議院議員（2期）、衆議院議員（2期）、防衛政務次官、熊本県議会議員（3期）、菊池市議会議員（4期）を歴任。父は元熊本県議会議員の魚住一海。

## 概要
熊本県立熊本高等学校・成城大学経済学部・東京農業大学(通信)畜産学科卒業。菊池市議会議員、熊本県議会議員を経て1986年の第38回衆議院議員総選挙にて初当選。自由民主党所属。
1993年の第40回衆議院議員総選挙において自民党を離党した新生党議員で唯一の前職落選者。
2007年の、第21回参議院議員通常選挙に、郵政民営化法案に反対した事を理由に公認を得られず、無所属で熊本県選挙区から立候補することを模索も断念し、引退。

## 不祥事

### 松岡利勝と乱闘
1994年11月、熊本市長選挙で支持した候補者が落選。候補が支持者、マスコミの前で挨拶をしているすぐ後ろで、酔った状態で遅れて来た松岡利勝と選挙戦について口論の末、掴み合いの喧嘩となった。

### 自己破産
65億円もの債務超過により自己破産し、歳費が債権者により差し押さえられた。

### NPO法人口利き疑惑
2006年、魚住のパーティー券を250万円分購入した特定のボランティア団体をNPO法人と認定するよう、内閣府に口利きしたことが問題になる。問題のボランティア団体と内閣府は、出資の受入れ、預り金及び金利等の取締りに関する法律（出資法）違反容疑で家宅捜索された。また、2006年には出資法違反で福岡県警から家宅捜索を受けた会社から、魚住が金丸信のサイン入り囲碁セットを売り渡すという形で2,000万円の提供があった。この囲碁セットは捜査関係者の話としてほとんど価値が無い物であるとしている。

### 鉄道建設・運輸施設整備支援機構口利き疑惑
2007年3月19日の産経新聞によると、魚住が2004年から2005年の間に鉄道建設・運輸施設整備支援機構に対し、自身とかかわり合いのある熊本県宇城市の内航海運会社の使用料滞納金1億円を制度上認められていない減税を行うようにと働きかけ、制度上の理由から減税を拒んだ同機構課長に対し廊下に立たせてどう喝し、さらには同機構理事長や国土交通省局長らを呼びつけて謝罪させ、北側一雄国土交通大臣（当時）などに対し責任を問うぞとも電話をした。どう喝されたこの課長は人事異動で別の部署に異動させられることとなった。また、国土交通省幹部らに対し魚住が「殺すぞ」などと脅迫を行っていたとの証言もあるとしている。魚住はこれに対し「内容は記憶していない。」としている。

## 略歴
- 1965年3月：菊池市議会議員に初当選。（25歳）
- 1978年2月：熊本県議会議員補選（自民党）にて初当選。
- 1986年7月6日：第38回衆議院議員総選挙に初当選。（無所属から自民党入り）
- 1990年2月18日：第39回衆議院議員総選挙で二期目の当選（自民党）
- 1991年11月6日：防衛政務次官に就任。（-1992年12月26日）
- 1993年7月18日：第40回衆議院議員総選挙に立候補するも落選。（新生党）
- 1996年10月20日：第41回衆議院議員総選挙に立候補するも落選。（新進党）
- 2000年4月16日：参議院議員熊本県補欠選挙に当選。（無所属）
- 2001年7月29日：第19回参議院議員通常選挙（比例代表）に当選。（自民党）
- 2005年8月8日：郵政民営化法案の参議院本会議で反対票を投じる。

## 主な所属議員連盟
- 日韓議員連盟
- 北京オリンピックを支援する議員の会

## 注記
1. ↑  “49億円の破産債権が確定 魚住汎英議員”. 共同. (2004年9月10日).  オリジナルの2013年7月20日時点におけるアーカイブ。{{cite news}}:  CS1メンテナンス: 先頭の0を省略したymd形式の日付 (カテゴリ)
2. ↑   asahi.com：魚住汎英議員に2千万円 NPO申請で口利きか - 社会 朝日新聞. 2006年12月31日. 2007年1月2日のアーカイブ.
3. ↑  魚住議員が国交幹部恫喝 地元企業延滞金1億円、減免迫る 担当課長を更迭-事件ですのニュース:イザ![リンク切れ]